# Xã Grove, Quận Davis, Iowa
Xã Grove (tiếng Anh: Grove Township) là một xã thuộc quận Davis, tiểu bang Iowa, Hoa Kỳ. Năm 2010, dân số của xã này là 234 người.